# ザーボル

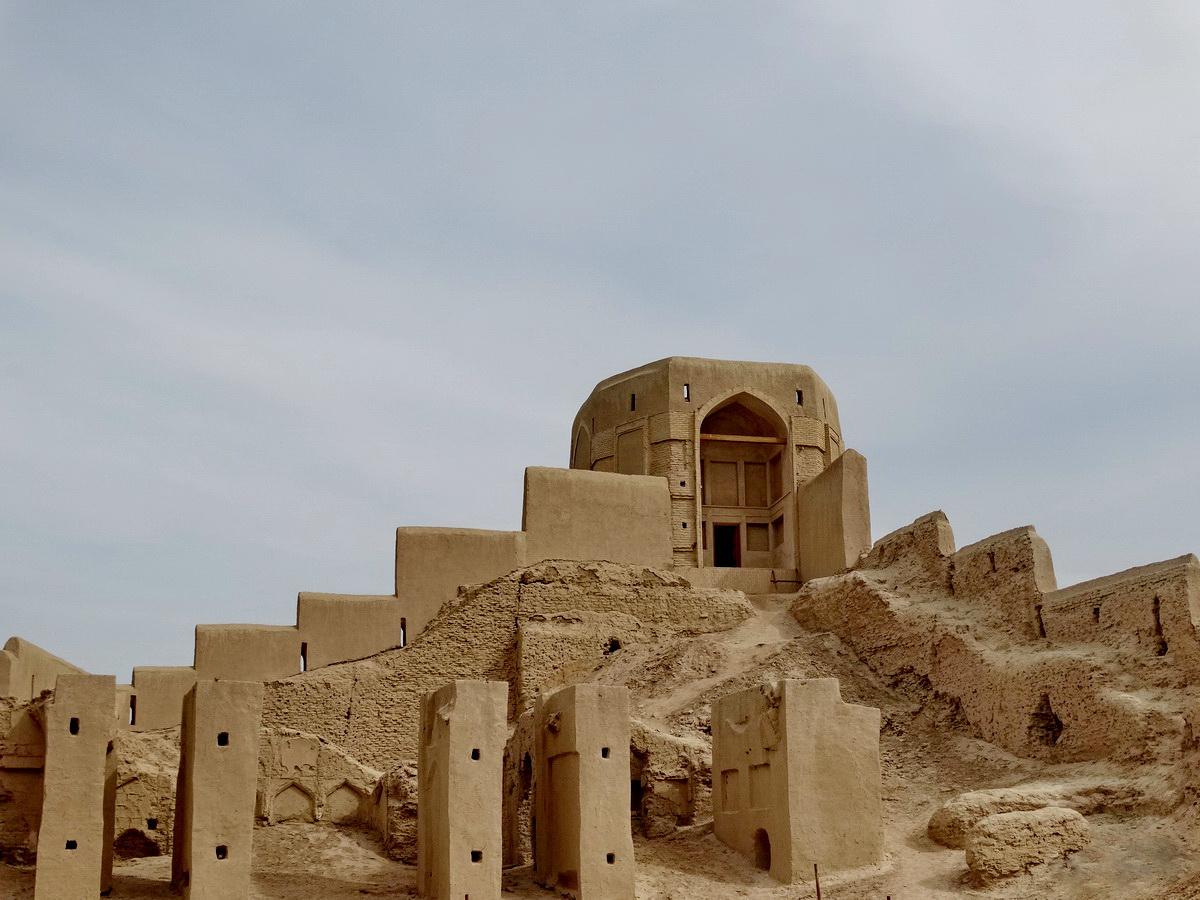
ザーボルには遺跡も多い

ザーボル（ペルシア語: زابل、英語: Zâbol or Zābul  発音）は、イランのスィースターン・バルーチェスターン州にある都市で、ザーボル郡の郡都である。ザーボルはアフガニスタンとの国境にある。1920年代後半まで「シスタン」と呼ばれていたが、レザー・パフラヴィー皇帝によってザーボルに改名された。[3] 2006年の国勢調査では、その人口は27,867家族で130,642人であった。
ザーボルはハームーン湖（Hamun Lake）の近くにあり、この地域はヘルマンド川が潤している。ハームーン湖は季節限定の湖で、乾燥していることがよくある。ザーボルの人々は主に、ペルシャ語の変種を話すペルシャ人であり、アフガニスタンのペルシャ語としても知られるダリー語に非常によく似た「シスタニ」または「セイスタニ」として知られている。
市内には、市内最大の大学であるザーボル大学（Zabol University）、またザーボル医科学大学（Zabol Medical Science University）がある。ザーボルには地方空港のザーボル空港もある。
ザーボルは、アフガニスタンとの国境を越えてザラン（Zaranj）に道路で接続されている。このためデララム・ザラン公路（Delaram-Zaranj Highway）で、アフガニスタンの他の地域への道路接続を提供する。こうしてザーボルは、国内のチャーバハール港を経由してペルシャ湾へのアクセスだけでなく、アフガニスタンを通してアラビア海へのアクセスもできる。

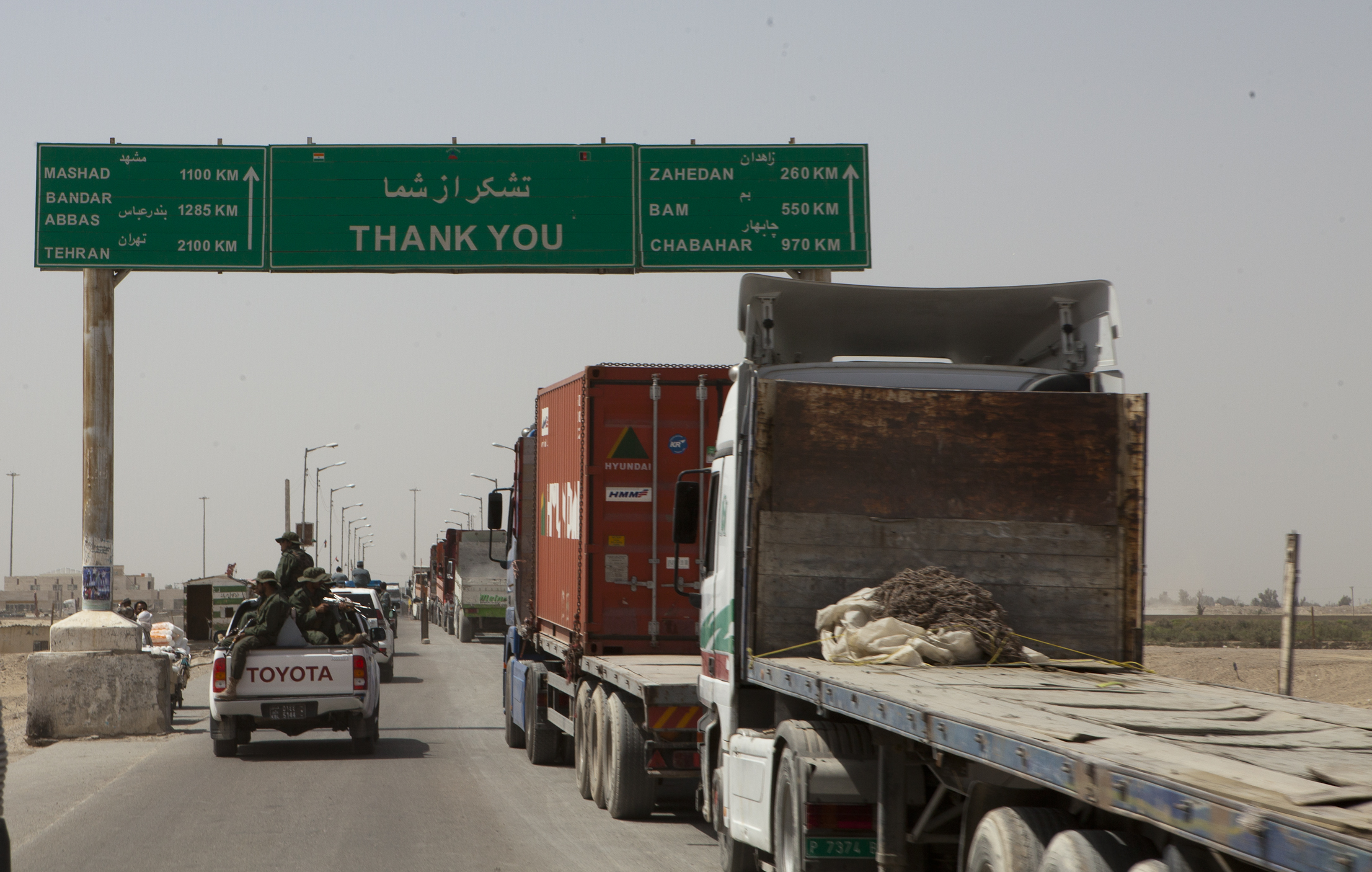
トラックが、アフガニスタンのザランからイランのザーボルヘ入る

## 参照項目
- スィースターン・バルーチェスターン州
- ザーブル州 - 隣接するアフガニスタンの州
- シスタン盆地 (Sistan Basin) - アフガニスタンとイランにまたがる低地